# I.Q.
I.Q. is een romantische komedie uit 1994 met in de hoofdrollen Tim Robbins en Meg Ryan.

## Verhaal
Catherine Boyd is een mooie en intelligente wiskundige en doctoraatkandidaat aan de Princeton-universiteit. Ze komt met haar Engelse verloofde James Moreland, een onderzoeker in de experimentele psychologie, aan bij een garage, waar ze geholpen worden door automonteur Ed. Er springt een vonk over, maar zij weigert toe te geven aan haar gevoelens.
Wanneer Ed haar horloge vindt, besluit hij haar thuis op te zoeken, maar de deur wordt opengedaan door Albert Einstein, Catherines oom. Het vrolijke genie Albert en zijn vrienden Nathan, Kurt en Boris vinden Ed veel meer geschikt voor Catherine dan James, en ze proberen om Ed een wetenschapper te doen lijken, terwijl ze ondertussen Catherine proberen te overtuigen dat het leven niet alleen draait om getallen, maar ook om liefde.

## Aanpassing van feiten
In verband met het verhaal zijn in I.Q. echte mensen gefictionaliseerd. Albert Einstein had niet echt een nichtje dat Catherine Boyd heette. Kurt Gödel stond bekend om zijn verlegen en introverte persoonlijkheid, in tegenstelling tot zijn fictioneel personage in de film. In de film zijn Einstein en zijn vrienden van dezelfde leeftijd, hoewel ze in het echt 17 tot 30 jaar jonger waren dan hij. De echte Louis Bamberger stierf in 1944, voor de tijd waarin de film speelt.

## Rolverdeling
| Acteur          | Personage            |
| --------------- | -------------------- |
| Tim Robbins     | Ed Walters           |
| Meg Ryan        | Catherine Boyd       |
| Walter Matthau  | Albert Einstein      |
| Lou Jacobi      | Kurt Gödel           |
| Gene Saks       | Boris Podolski       |
| Joseph Maher    | Nathan Liebknecht    |
| Stephen Fry     | James Moreland       |
| Tony Shalhoub   | Bob Rosetti          |
| Frank Whaley    | Frank                |
| Charles Durning | Louis Bamberger      |
| Keene Curtis    | Dwight D. Eisenhower |